# 全球互联网治理大会
NETmundial：关于互联网治理的未来——全球多利益相关方会议（中国大陆媒体译作全球互联网治理大会）是由巴西互联网指导委员会和 /1net 联合主办的一次会议。会议于2014年4月23日至4月24日在巴西举办。本次会议重点关注制定互联网治理的原则、勾画互联网治理生态系统未来发展的路线图。会议的目标是巩固基于这两个主题的建议。
约850名政府官员、学者、活动家和技术专家出席了会议。其中包括了万维网之父蒂姆·伯纳斯-李爵士。